# Kallajärvi (sjö i Enontekis, Lappland, Finland, den södra)
Kallajärvi och Kallajärvi eller Kavajärvet är sjöar i Finland. De ligger i kommunen Enontekis i landskapet Lappland, i den norra delen av landet, 900 km norr om huvudstaden Helsingfors. Kavajärvet ligger 392,3 meter över havet. Omgivningarna runt Kallajärvi är i huvudsak ett öppet busklandskap. Arean är 18,1 hektar och strandlinjen är 2,55 kilometer lång. Sjön  ingår i Kemi älvs huvudavrinningsområde. 